# Св. св. Константин и Елена (Ряки)
„Св. св. Константин и Елена“ (на гръцки: Αγίου Κωνσταντίνου και Ελένης) е православна църква в кожанското село Ряки (Моранли).
Църквата е построена в 1970-те години. На мястото на храма са открити основи от раннохристиянска базилика от IV – V век с ценни мозайки на пода. Открити са и раннохристиянски гробове.
Църквата е обновена в 1997 година.